# Arctosa coreana
Arctosa coreana är en spindelart som beskrevs av Paik 1994. Arctosa coreana ingår i släktet Arctosa och familjen vargspindlar. Inga underarter finns listade i Catalogue of Life.